# 阿倫氏異齒䲁
阿倫氏異齒䲁（學名：Ecsenius aroni），又稱阿倫氏無鬚䲁，為輻鰭魚綱鳚形目䲁科異齒䲁屬的一種，分布於西印度洋紅海和阿卡巴灣，南至沙烏地阿拉伯的傑塔（Djetta）和蘇丹的托瓦蒂特礁海域，深度10至37公尺，本魚體延長，稍側扁，似圓柱狀；頭鈍短。前鼻孔具一鼻鬚；無眼上鬚及頸鬚，齒門牙46至57顆，後犬齒，兩側各一個，側線無垂直孔對，背鰭硬棘12-13枚、背鰭軟條16-18枚、臀鰭硬棘2枚、臀鰭軟條19-20枚，體長可達5.5公分，棲息在水淺的珊瑚礁，雌魚產附著性卵，雄魚有護卵行為，幼魚為浮游性，生活習性不明。